# Ventriculitis
La ventriculitis es un proceso inflamatorio de los ventrículos cerebrales, el cual involucra a las cuatro cavidades denominadas ventrículos, comúnmente de aparente inaccesibilidad a la administración sistémica de antibióticos. Asociado frecuentemente a las aracnoiditis, meningitis, cerebritis, encefalitis o encefalomielitis bacteriana e Hidrocefalia Secundaria.